# Halmstads kommunvapen

Halmstads kommuns fullständiga vapen.

Halmstads kommuns vapen återgivet med endast skölden.

Halmstads kommunvapen kommer från ett sigill från början av 1600-talet. 1974 registrerades vapnet för Halmstads kommun.
I Sverige är det enbart kommunerna Halmstad, Landskrona och Malmö som har tillbehör utanför skölden (hjälm eller krona och andra attribut) registrerade för sina kommunala vapen. Det är förstås fullt möjligt att även i dessa fall använda enbart sköld.

## Blasonering
Sköld: i blått fält en bjälke av silver, belagd med tre av öppna kronor av guld krönta röda hjärtan; hjälmtäcke: invändigt av silver och utvändigt blått; vulst: av silver och blått samt som hjälmprydnad: tre sädeskärvar av guld vid sidan om varandra.

## Bakgrund
Äldst hade Halmstads stad en hjälm i sitt sigill, vilket kan vara en talande bild för staden, som förr brukade kallas Helmstade på tyska. Även den avbildade hjälmens hjälmprydnad kan ha haft syftet att vara talande, för redan då förekom där ax eller halmkärvar.
Det nuvarande vapnet skapades på den tid då staden låg i Danmark. Det är osäkert hur vapnet kommit till. Den danske kungen Kristian IV hade ett krönt hjärta i sitt personliga sigill, så det är troligen därifrån det kommer. Hjärtat i sigillet antas komma från de hjärtan som finns i Danmarks riksvapen, alldeles oaktat att dessa i riksvapnet ibland antas från början ha varit sjöblad. Den redan tidigare använda hjälmen fortfor att användas ovanpå den sålunda skapade skölden.
I vissa sammanhang används endast tre krönta hjärtan, utan skölden, för att representera Halmstad. Detta återgår också i kommunens slogan, "Halmstad, staden med tre hjärtan".

## Vapen för tidigare kommuner inom den nuvarande kommunen
Efter kommunbildningen, färdig 1974, fanns även Harplinge landskommuns 1958 skapade vapen inom kommunen. Man beslutade dock att låta registrera det gamla stadsvapnet oförändrat år 1974.

Harplinge landskommun. (1958-1970) Harplinge kommun. (1971-1973)